# Lisergamida

Estrutura geral das lisergamidas

Amidas do ácido lisérgico são coletivamente conhecidas como lisergamidas.
Lisergamidas, tabuladas por estruturas
| Nome                     | R1    | R6           | N1              | N2              |
| ------------------------ | ----- | ------------ | --------------- | --------------- |
| Amida do ácido lisérgico | H     | CH3          | H               | H               |
| DAM-57                   | H     | CH3          | CH3             | CH3             |
| Ergonovina               | H     | CH3          | CH(CH3)CH2OH    | H               |
| Metergina                | H     | CH3          | CH(CH2CH3)CH2OH | H               |
| Metisergida              | CH3   | CH3          | CH(CH2CH3)CH2OH | H               |
| LAE-32                   | H     | CH3          | CH2CH3          | H               |
| Dialilisergamida         | H     | CH3          | H2C=CH-CH2      | H2C=CH-CH2      |
| LSD                      | H     | CH3          | CH2CH3          | CH2CH3          |
| ETH-LAD                  | H     | CH2CH3       | CH2CH3          | CH2CH3          |
| PARGY-LAD                | H     | HC≡C−CH2     | CH2CH3          | CH2CH3          |
| AL-LAD                   | H     | H2C=CH-CH2   | CH2CH3          | CH2CH3          |
| PRO-LAD                  | H     | CH2CH2CH3    | CH2CH3          | CH2CH3          |
| CYP-LAD                  | H     | C3H5         | CH2CH3          | CH2CH3          |
| BU-LAD                   | H     | CH2CH2CH2CH3 | CH2CH3          | CH2CH3          |
| ALD-52                   | COCH3 | CH3          | CH2CH3          | CH2CH3          |
| MLD-41                   | CH3   | CH3          | CH2CH3          | CH2CH3          |
| LSM-775                  | H     | CH3          | CH2CH2-O-CH2CH2 | CH2CH2-O-CH2CH2 |
| LPD-824                  | H     | CH3          | CH2CH2 CH2CH2   | CH2CH2 CH2CH2   |